# Heraclia hypercompoides
Heraclia hypercompoides là một loài bướm đêm trong họ Noctuidae.